# Hirogen
Els hirògens són una civilització humanoide en l'univers de ficció de Star Trek. Apareixen sovint a la trama de Star Trek: Voyager, ho fan nou vegades des de la temporada 4 a la temporada 7.
Interpretats com una amenaça significativa per a la tripulació de la USS Voyager, els hirògens són una antiga espècie dominant a la regió, recorrent grans distàncies a la recerca d'una presa digna. Si bé es tracta d'una antiga raça, la seva tecnologia no és excessivament superior a la de la Voyager, encara que la seva tecnologia basada en les armes no estan familiaritzada amb la Flota Estel·lar..

## Característiques
Els hirògens són representats com una espècie impulsada per la caça, on els seus premis són els trofeus derivats dels cadàvers de les seves preses. Com a tals, no s'atribueixen un planeta d'origen, i la seva societat és aparentment espacial organitzat al voltant de nòmades grups de caça o tribus. El contacte es manté al llarg de grans distàncies entre les tribus per una antiga xarxa de comunicacions. La cacera ritual es veu reforçada a través de la representació de l'aplicació de pintura a l'armadura abans d'una cacera. Els hirògens són molt més alts que els éssers humans, en general més de dos metres en la grandària i tenen una constitució muscular preparada pel combat es solen mostrar amb blindatges i màsqueres.